# 圣赫勒拿赤蜻
圣赫勒拿赤蜻（学名:Sympetrum dilatatum）是蜻蛉目蜻蜓科赤蜻属中的一个种。它们是圣赫勒拿岛的特有种，最后一次记录是在1963年。该物种数量已经极度稀少或可能灭绝。